# فسيفساء بليروفون
فسيفساء بليروفون هي فسيفساءٌ رومانيةٌ قديمة تعود إلى القرن الثاني الميلادي، اكتُشفت في أوتون عام 1830 وتوجد الآن في متحف رولين [الإنجليزية]. تُظهر الفسيفساء بليروفون ممتطيًا ظهر بيغاسوس وهو يقتل الكمير.